# El regreso de Casanova
El Regreso de Casanova (título original en francés, Le retour de Casanova) es una película cómica francesa de 1992 dirigida por Édouard Niermans y basada en la novela del escritor Arthur Schnitzler.

## Argumento
Durante muchos años el aventurero Giacomo Casanova viaja por Europa pero ya viejo decide regresar a la República de Venecia, donde fue perseguido, por lo que trata de obtener el perdón.
Sin embargo en el camino conoce a Marcelina quien a su vez es amante de Lorenzo, logrando finalmente con engaños seducirla.

## Reparto
- Alain Delon - Casanova
- Fabrice Luchini - Camille
- Elsa Lunghini - Marcelina
- Wadeck Stanczak - Lorenzo
- Delia Boccardo - Amelie
- Gilles Arbona - Olivo
- Violetta Sanchez - Marquesa
- Jacques Boudet - abad
- Philippe Leroy - emisario
- Alain Cuny - Marques
- Yveline Ailhaud - cocinera
- Sarah Bertrand - dama
- Rachel Bizet - Marie
- Sandrine Blancke - Teresita
- Sophie Bouilloux - Lise
- Gabriel Dupont - Dux

## Externos
- The Return of Casanova en Internet Movie Database (en inglés).

- Datos: Q1046795